# Aegosoma flavipennis
Aegosoma flavipennis är en skalbaggsart som först beskrevs av Demelt 1989.  Aegosoma flavipennis ingår i släktet Aegosoma och familjen långhorningar. Inga underarter finns listade i Catalogue of Life.